# Jarrones de la Alhambra

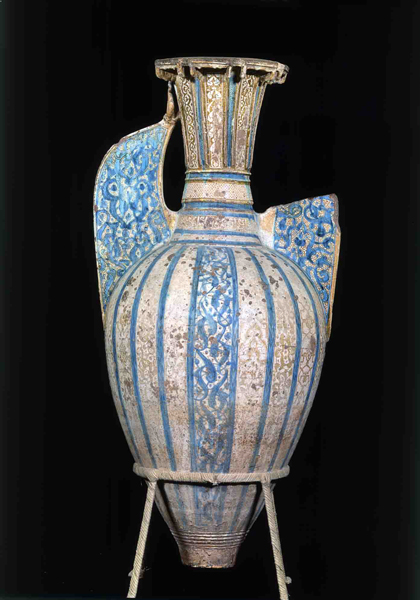
Jarrón de Hornos ubicado en el Museo Arqueológico Nacional

Los jarrones de la Alhambra son un conjunto de piezas de cerámica nazarí fabricadas desde el siglo X hasta finales del siglo XV. Se suponía que su función era meramente ornamental y como objeto de lujo (que posteriormente se convirtieron en objetos de deseo de coleccionistas), pero tras la exposición organizada por el Patronato de la Alhambra en 2006-2007 se ha comprobado que funcionaban como filtros de agua, lo que explica la base sin vidriar y el soporte con una conducción que permitía la recogida del agua.
En el siglo XIX se realizaron numerosas copias al calor del movimiento alhambrista. 

## Descripción
Se caracterizan por poseer un cuerpo abombado que se estrechaba en la base, y se posaban sobre unos soportes. 

## Ejecución
El método de fabricación exigía tres cochuras sucesivas: la primera y la segunda para fijar la forma y la decoración, mediante fuego oxidante; y la tercera para dar el dorado, mediante fuego reductor. El color dorado se consigue aplicando una solución de cobre y plata a la decoración.  

## Ejemplares

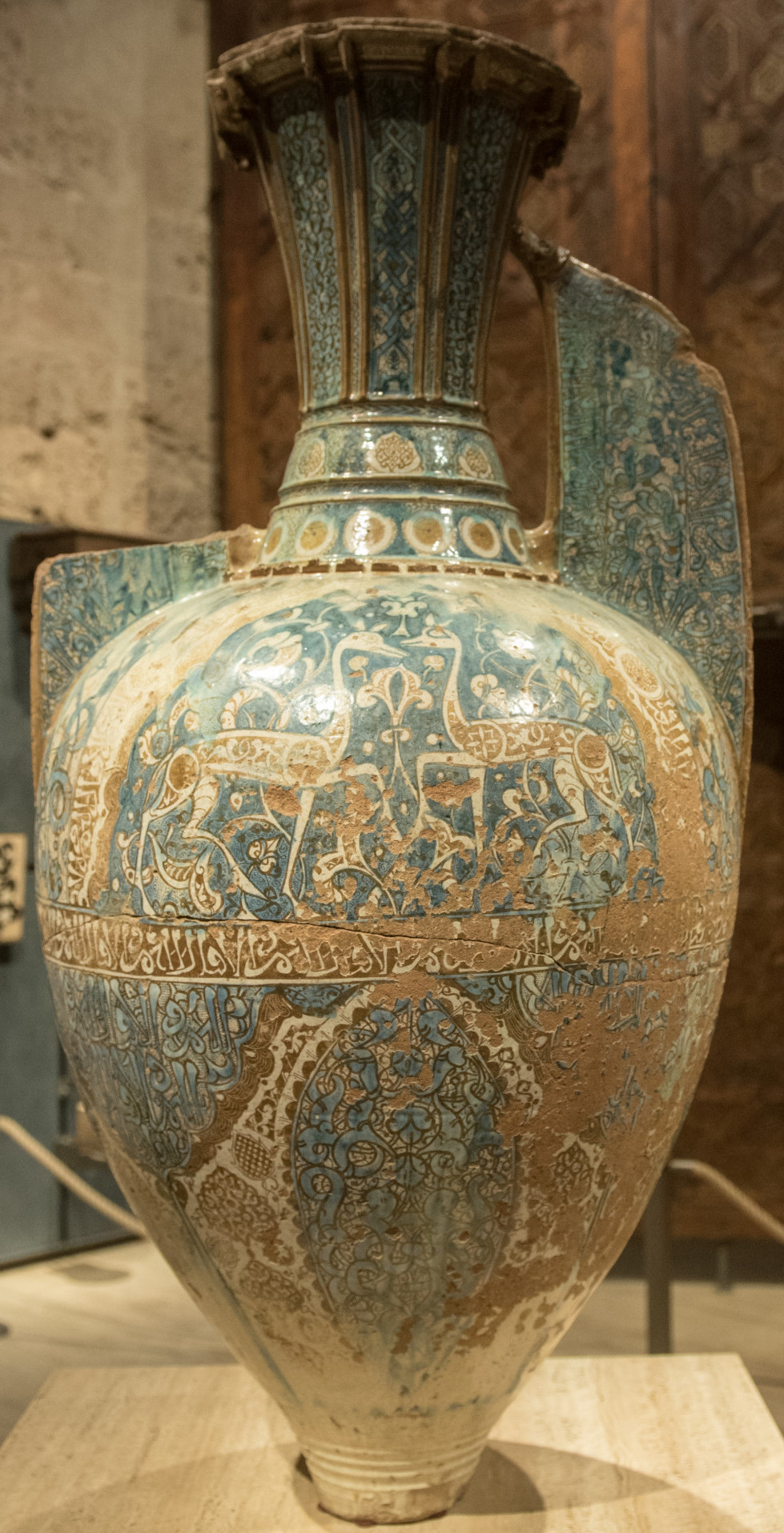
Jarrón de la Gacelas

En la actualidad han llegado completos hasta nosotros veinte jarrones, dispersos por distintas instituciones:

### Jarrón de las Gacelas
Se denomina así por su decoración, que se convirtió en el logotipo de las publicaciones del Patronato de la Alhambra y el Generalife desde 1965 hasta el año 2000. Es el único jarrón que se mantiene en la Alhambra. Se desconoce su posición original, aunque se plantea que por su diseño estuviera decorando el espacio bajo una qubba. Ha pasado por diversas ubicaciones: jardín de los Adarves, una estancia en el patio de los Arrayanes, Sala de los Reyes, Sala de las Dos Hermanas y actualmente en el Museo de la Alhambra. Está datado en la segunda mitad del siglo XIV. Su estado de conservación es bueno ya que ha sido restaurado pero le falta una de sus asas y está partido por la mitad.

### Jarrón de Fortuny-Simonetti
Se denomina así porque éstos fueron sus dos últimos propietarios: primero se encontraba en la residencia del pintor Mariano Fortuny en Granada y, cuando éste marchó a París, lo pasó a su discípulo Simonetti. Está datado en la primera mitad del siglo XIV. Desde 1934 forma parte de la colección del Museo de la Alhambra, cuando el Estado español lo compra a los herederos de Simonetti. Su estado de conservación es aceptable ya que sólo le falta la parte superior de las asas. Ha perdido la decoración del cuerpo .

### Jarrón de Fortuny
Se conoce también como Jarrón del Ermitage, debido a su ubicación actual; y también como del Salar ya que fue descubierto por Mariano Fortuny en 1871 en la iglesia de dicho pueblo, cercano a Granada. Este artista le diseñó un soporte en bronce inspirado en los leones de la Alhambra. Está datado en la segunda mitad del siglo XIV y fue ejecutado en Málaga. Es, junto con el Jarrón de Palermo, uno de los dos que han llegado íntegros.

### Jarrón de Hornos
Se denomina así porque fue hallado en el último cuarto del siglo XIX por un vecino de Hornos (Jaén) cuando estaba arando. Durante mucho tiempo estuvo en la iglesia parroquial de Nuestra Señora de la Asunción, sosteniendo un plato de latón a modo de pila de agua bendita. Está datado en el tercer cuarto del siglo XIV. Se encuentra en el Museo Arqueológico Nacional. Presenta un buen estado de conservación, a falta de la parte superior de una de las asas.

### Jarrón del Instituto de Valencia de Don Juan
Se conoce también como Jarrón de Osma ya que procede de la iglesia de dicha localidad italiana y fue adquirido por Guillermo de Osma y Scull en 1924. Esta pieza se incorpora al Instituto de Valencia de Don Juan en 1926 por iniciativa de Manuel Gómez-Moreno.Está datado en los comienzos del último tercio del siglo XIII y fue ejecutado en Málaga. Se encuentra en un estado de conservación aceptable aunque le faltan las dos asas y presenta manchas de óxido, probablemente por defecto de la última cochura.

### Jarrón de Estocolmo
Se conoce como jarrón de Estocolmo, dado que es su ubicación actual. Ha sido el jarrón más viajero, habiendo pasado por Chipre, Estambul, Praga y finalmente a Estocolmo como parte del botín de guerra en 1648. Está datado en la segunda mitad del siglo XIV. Se encuentra en un óptimo estado de conservación.

### Jarrón de Palermo
Se denomina así por su ubicación actual en el Palazzo Abatellis en Palermo. Está datado entre finales del siglo XIII y principios del siglo XIV y se atribuye su factura a maestros malagueños. Se encuentra en un óptimo estado de conservación.

### Jarrón de la Cartuja de Jerez
Se denomina así por su última ubicación conocida, incorporándose a los fondos del Museo Arqueológico Nacional en 1930. Está datado en el segundo cuarto del siglo XIV. Se encuentra en un buen estado de conservación.